# Jardí d'Escultures
El Jardí d'Escultures, annex a la Fundació Joan Miró, es troba a la muntanya de Montjuïc de Barcelona. Es va construir el 1990 amb un projecte de Jaume Freixa i Jordi Farrando, i el 2002 fou reconstruït per Marina Salvador. Conté obres d'escultors com Tom Carr, Pep Duran, Perejaume, Enric Pladevall, Jaume Plensa, Josep Maria Riera i Aragó, Cado Manrique, Ernest Altès, Gabriel Sáenz Romero i Sergi Aguilar.

## Història i descripció
El 1990, dins de la campanya municipal Barcelona, posa't guapa, i amb el patrocini de l'empresa Uralita, va sorgir una iniciativa per a situar un jardí d'escultures a l'espai annex a la Fundació Miró, conegut antigament com a plaça del Sol, on des del 1909 hi havia l'escultura Manelic de Josep Montserrat, en homenatge a l'escriptor Àngel Guimerà. La directora de la Fundació, Rosa Maria Malet, fou l'encarregada d'escollir els artistes participants, dins d'un grup d'artistes joves que ja hi havien exposat a l'Espai 10.
El conjunt, inaugurat el 15 de desembre de 1990, era format per vuit escultures que es van instal·lar al costat del Manelic: Agulla, de Tom Carr; Transparent, el paisatge, de Pep Duran; Ctonos, de Gabriel Sáenz Romero; Teulada, de Perejaume; Gran avió d'hèlix blava, de Josep Maria Riera i Aragó; Dell'Arte, de Jaume Plensa; Gran fus, d'Enric Pladevall; i Vol 169, d'Erna Verlinden. Aquesta darrera va ser retirada el 2002 pel seu deteriorament irreversible, i s'hi van afegir tres escultures més: Gènesi, d'Ernest Altès; La classe de música, de Cado Manrique; i DT, de Sergi Aguilar.

## Escultures

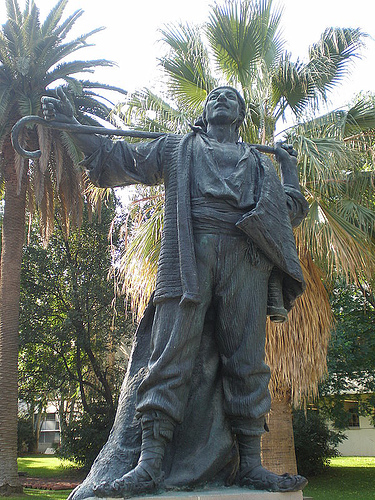
Manelic, de Josep Montserrat
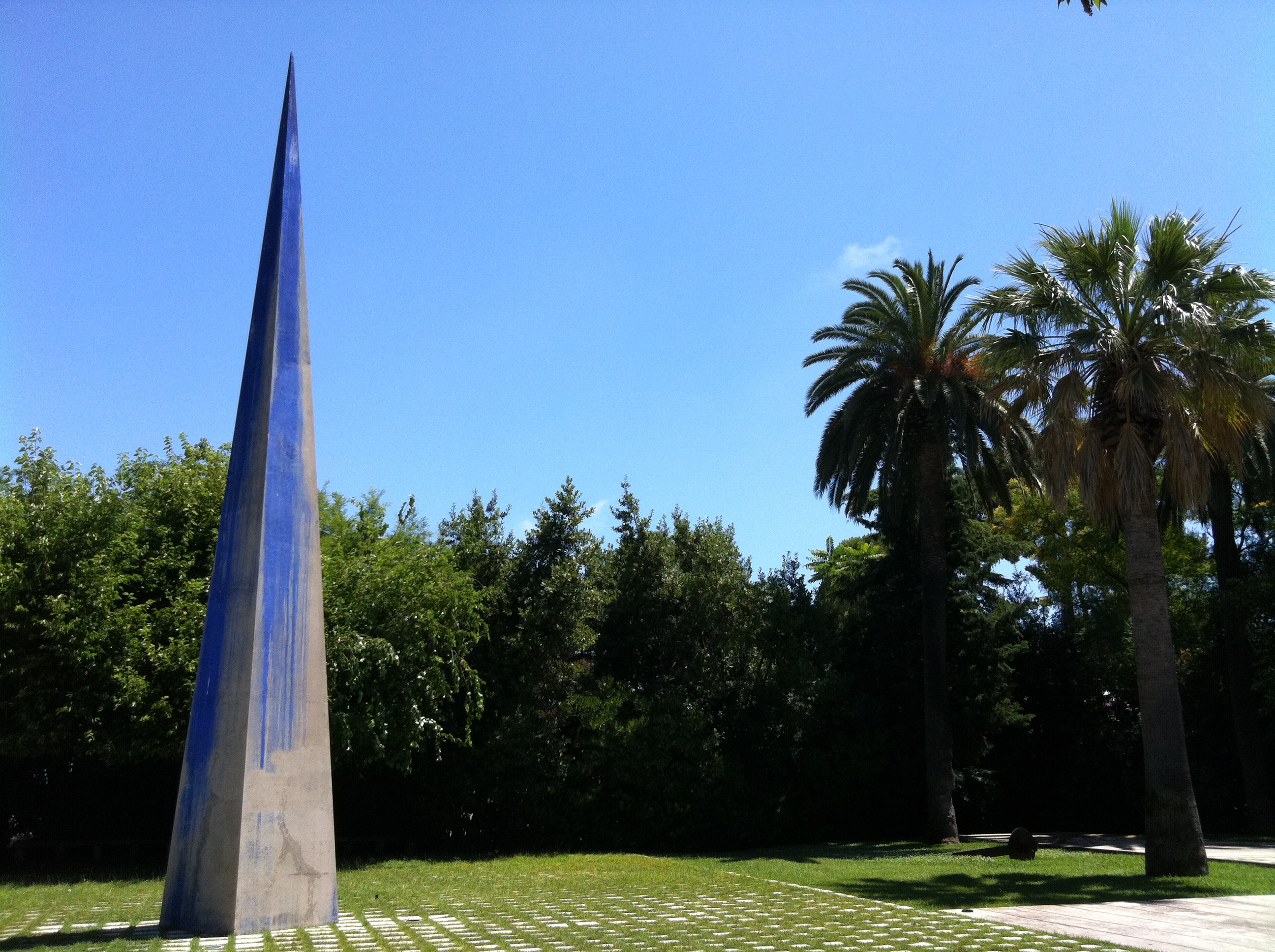
Agulla, de Tom Carr
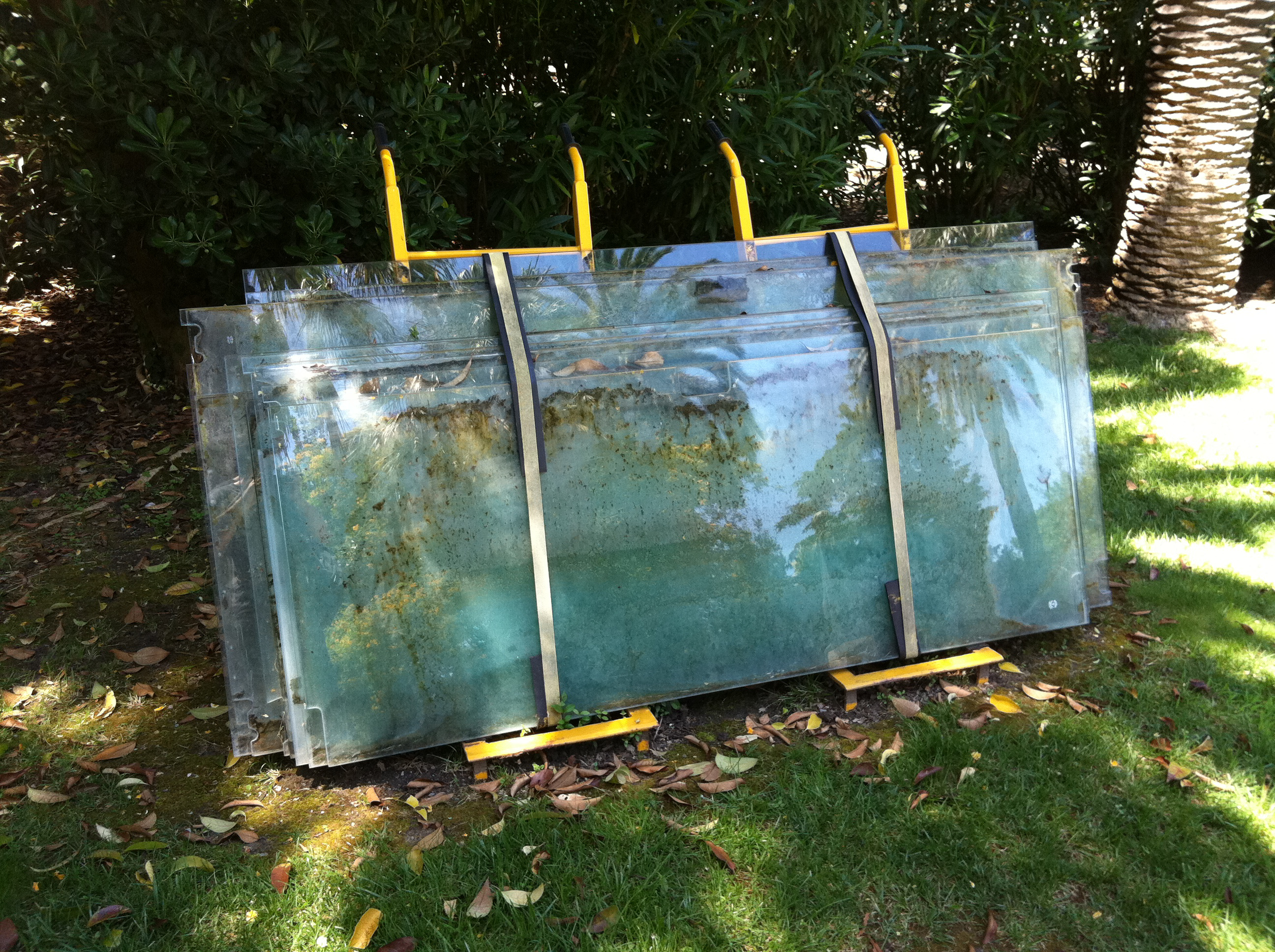
Transparent, el paisatge, de Pep Duran
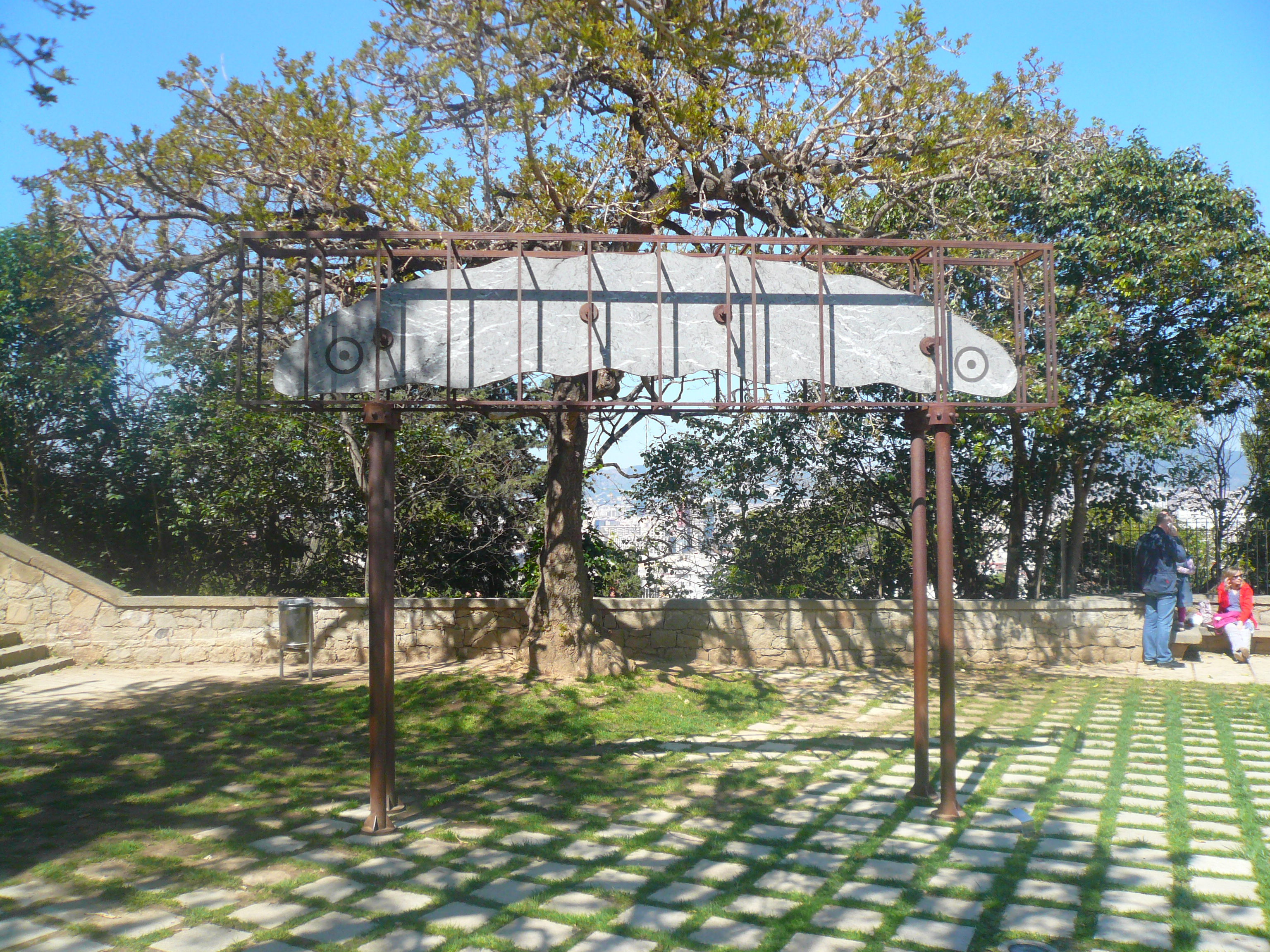
Ctonos, de Gabriel Sáenz Romero
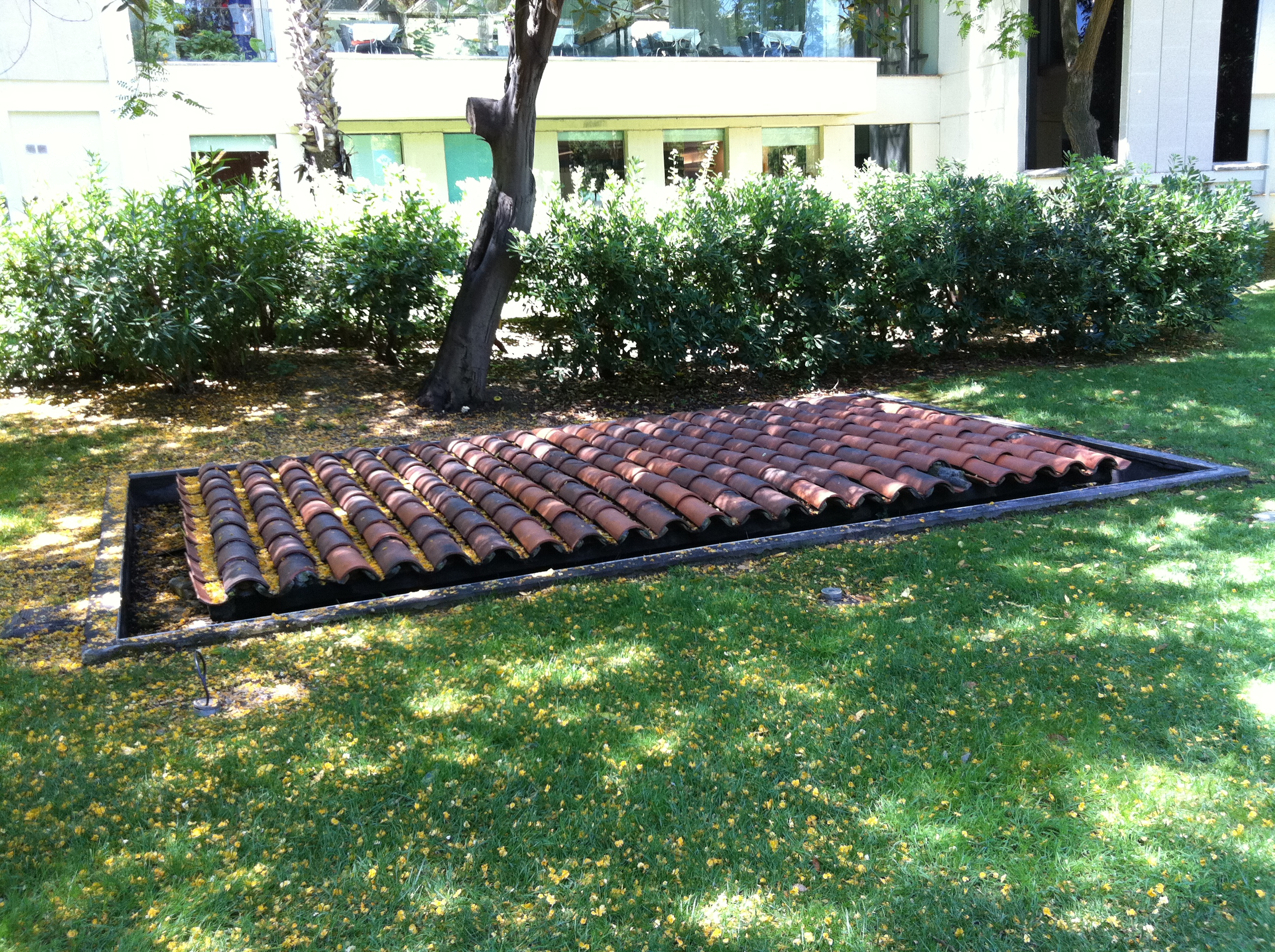
Teulada, de Perejaume
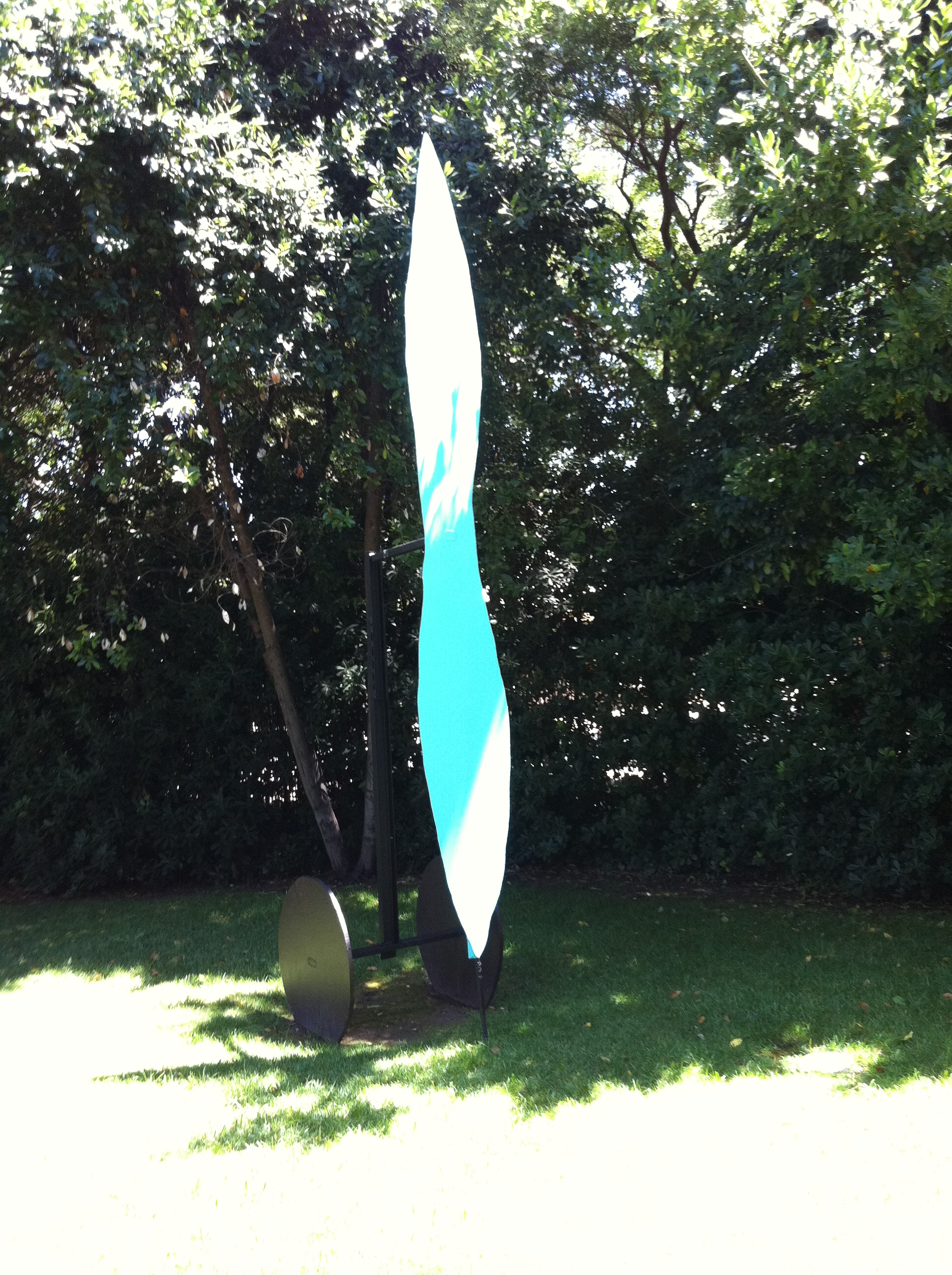
Gran avió d'hèlix blava, de Josep Maria Riera i Aragó
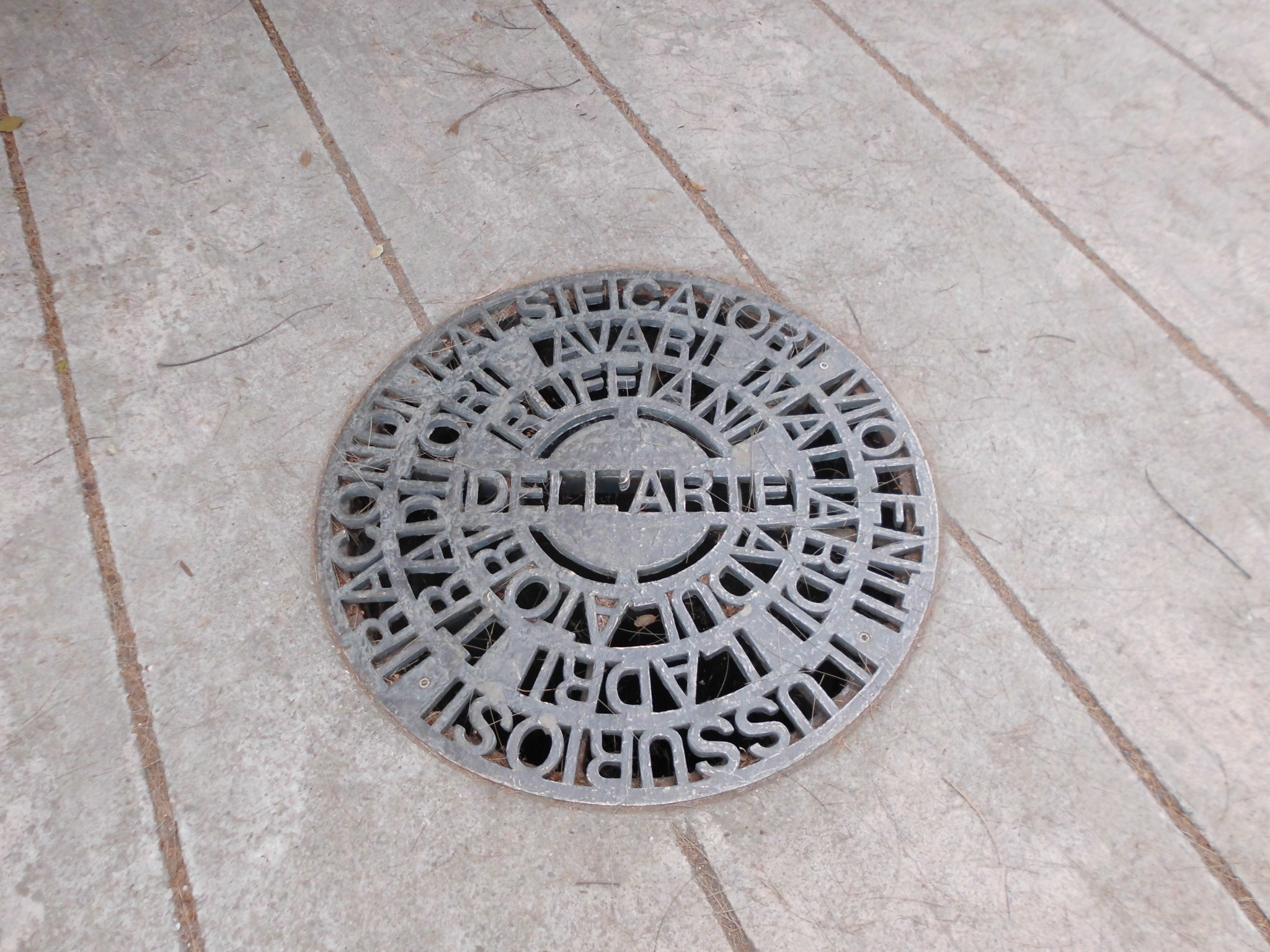
Dell'Arte, de Jaume Plensa
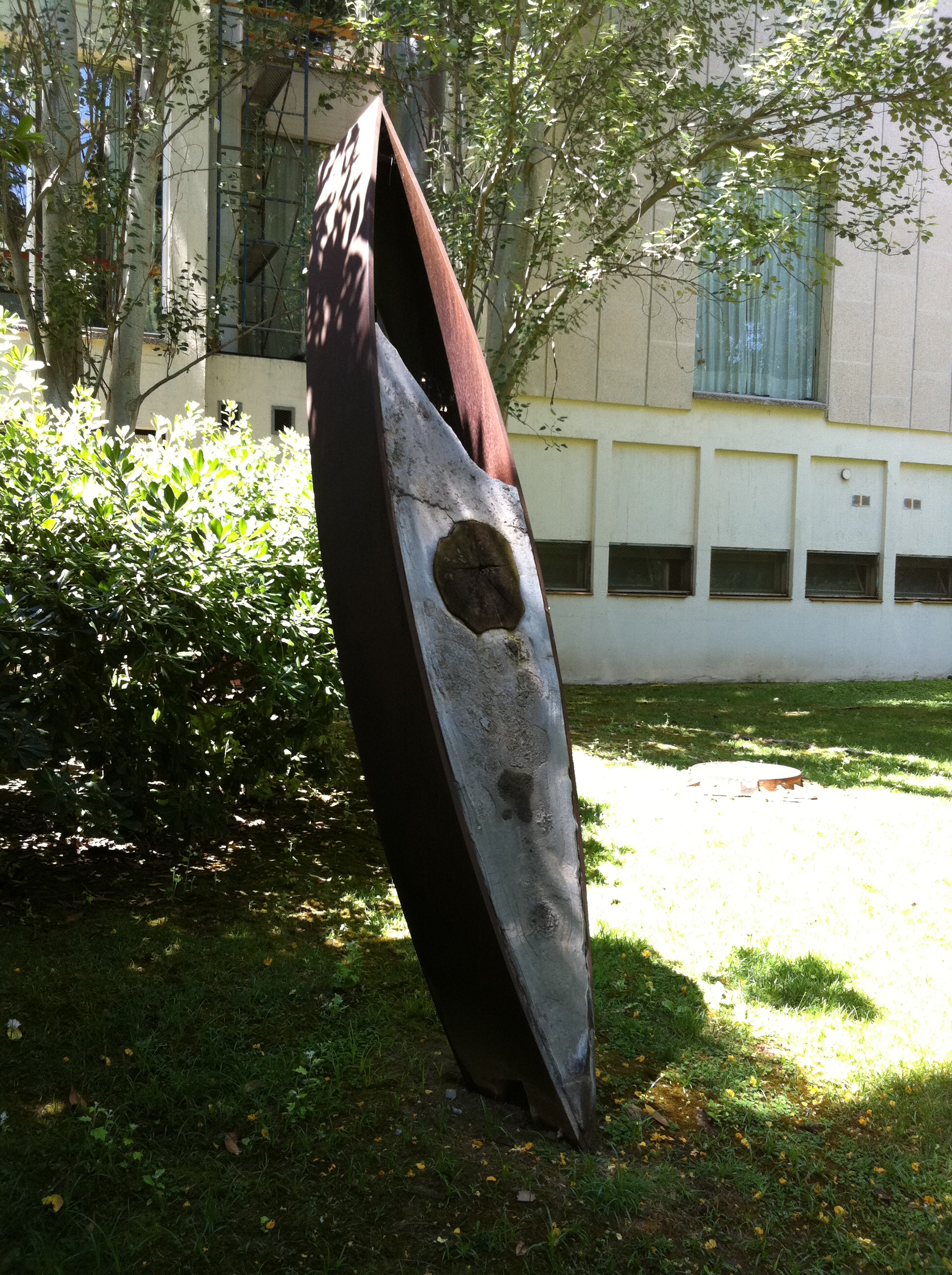
Gran fus, d'Enric Pladevall
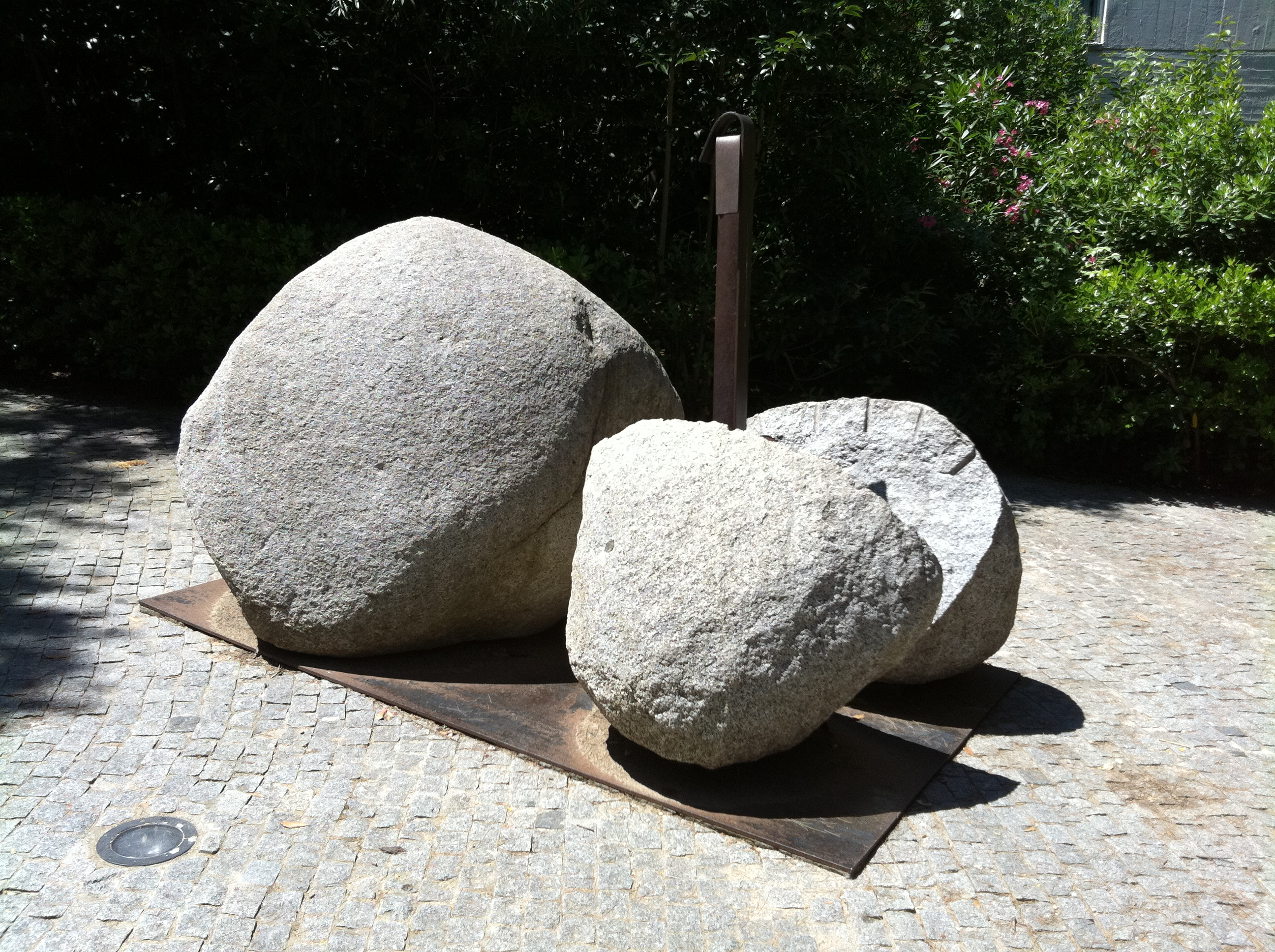
Gènesi, d'Ernest Altès
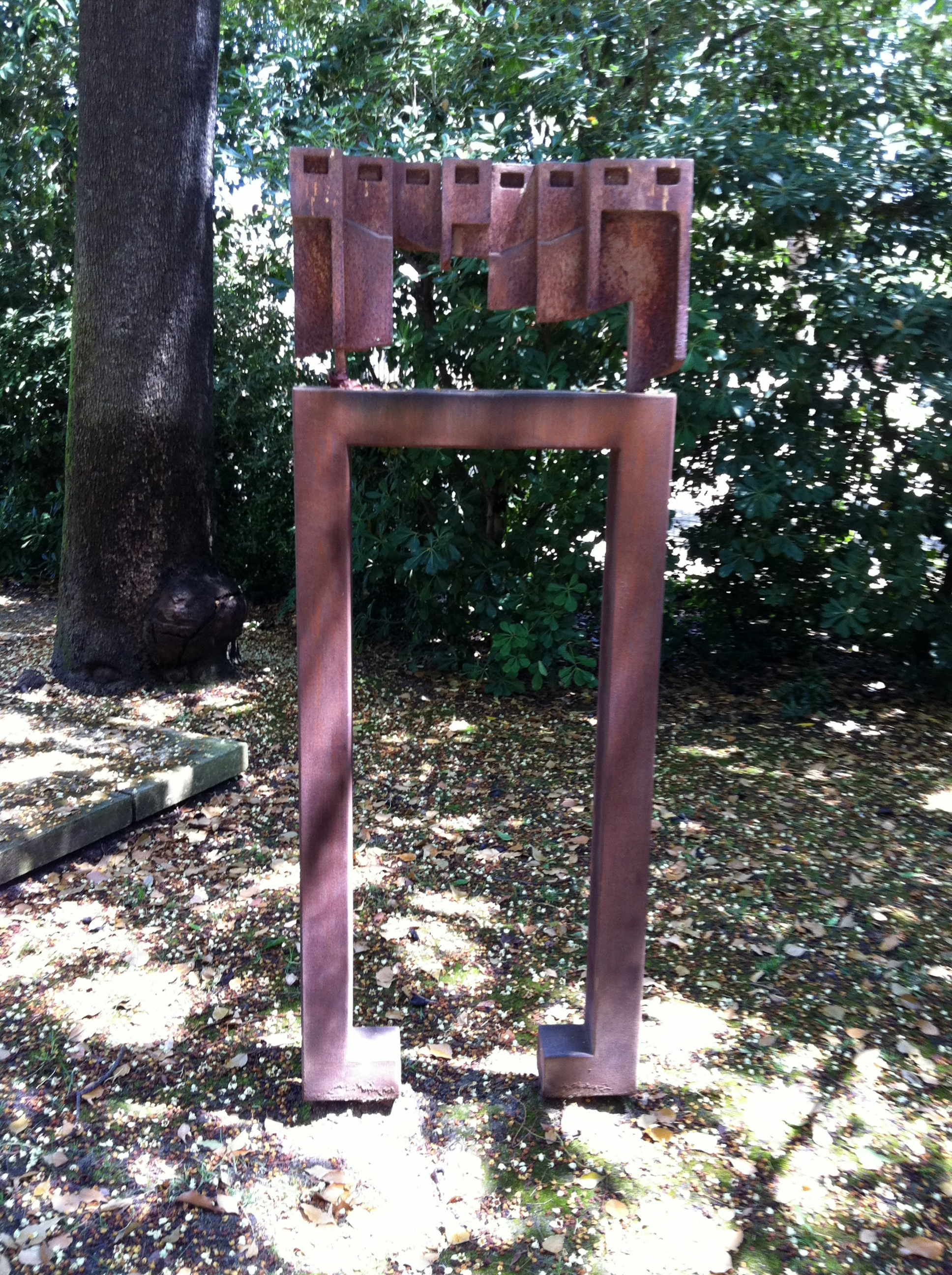
La classe de música, de Cado Manrique
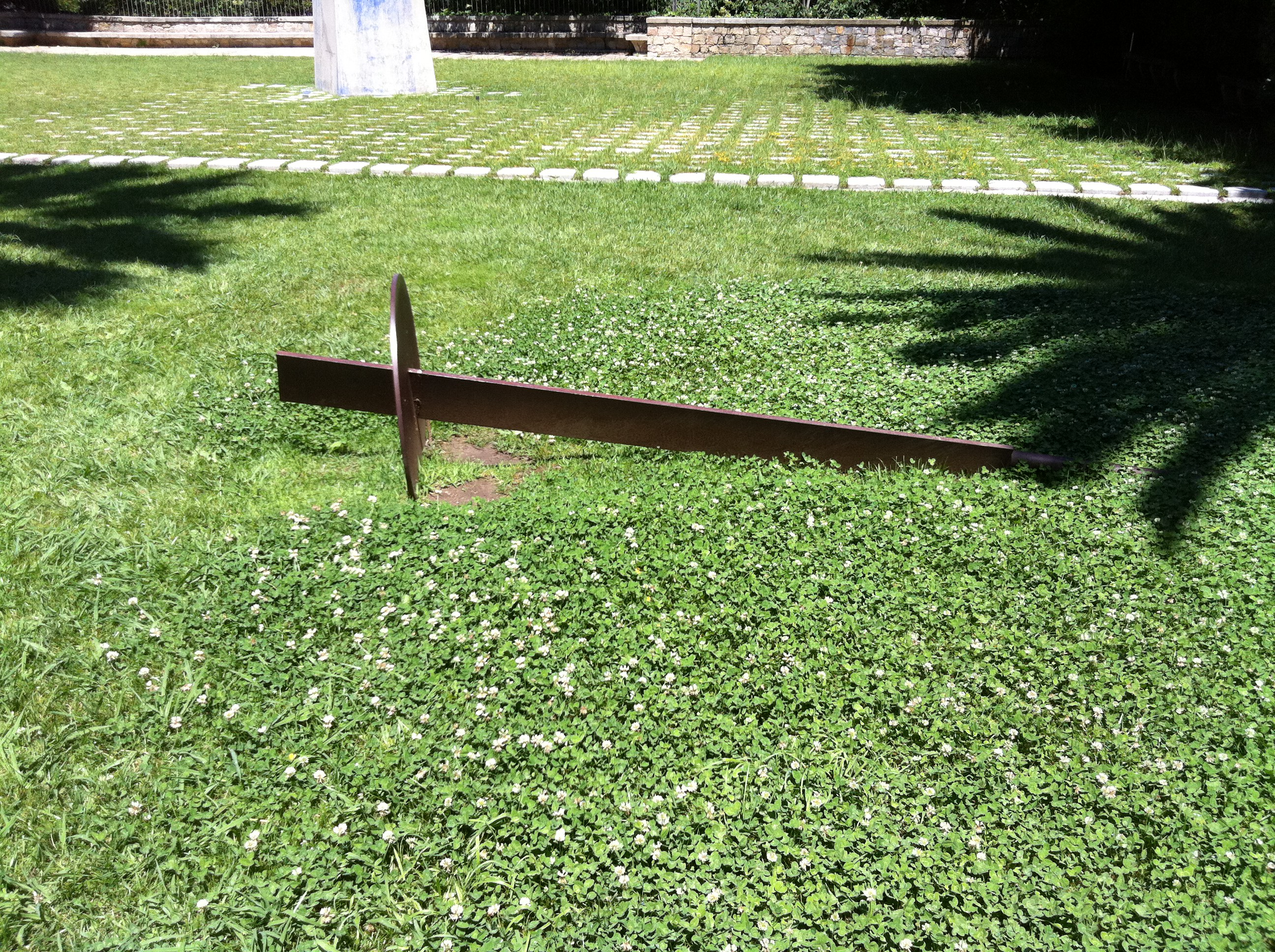
DT, de Sergi Aguilar